# 小行星4943
小行星4943（英語：4943 Lac d'Orient）是一颗围绕太阳公转的小行星。1987年7月27日，艾瑞克·怀特·埃尔斯特在上普罗旺斯发现了此天体。
这颗小行星的绝对星等为135.2563297036723等。